# Теодосий II
Флавий Теодосий или Теодосий II (на латински: Flavius Theodosius Junior) е източноримски, ранновизантийски император от 408 до 450 година, син и приемник на Аркадий.
Наричан още Теодосий Млади, той наследява малолетен трона в Константинопол и е един от най-дълго управлявалите императори. Властва повече от 40 години, които са важен период в оформянето на Източната Римска империя. Макар че във външната политика Теодосий II е принуден да направи редица отстъпки, то вътрешното състояние на държавата продължава да е стабилно, за разлика от разпадащата се Западна Римска империя.

## Управление
След смъртта на баща му император Аркадий през 408 г. Теодосий встъпва на престола едва 7-годишен. При Теодосий II значителна роля в ръководството на държавата първоначално има префектът Антемий (до 414 г.), а след това (до 428 г.) Елия Пулхерия, по-голямата сестра на императора. Дори след като навършва пълнолетие слабохарактерният император остава подвластен на сестра си и придворните, изпълнявайки само формална роля в управлението. По-късно голямо влияние над Теодосий II имат жена му Елия Евдокия (Атинаида) до оттеглянето ѝ в манастир през 441 г. и накрая евнухът Хрисафий.
Теодосий II е набожен и образован владетел, известен с уменията си в калиграфията. Основава университета в Константинопол – т.нар. Магнаурска школа, през 425 година. Също така дава разрешение на арменския учен Месроб Машдоц да открие през 420 – 422 година арменска школа в Западна Армения (част от Византия от 387 година).
През 438 г. императорът издава сборник ранновизантийско право известен като Кодекс на Теодосий (Codex Theodosianus). Работата по написването на кодекса продължила почти 10 години. Юридическия сборник съставен от 16 книги съдържал всички закони издадени при християнските императори от 313 г. до времето на самия Теодосий II, включително укази срещу езичеството и ересите.
През 413 г. са подновени и усилени крепостните стени на Константинопол, т.нар. Стени на Теодосий, за защита от атаките на варварите от север. По времето на Теодосий II в столицата са построени още и базиликата Света София (Константинопол) (през 415 г.; по-късно построена наново при Юстиниан I) и двореца Буколеон (Βουκολέων).

### Външна политика
През първата половина от управлението на Теодосий II положението на Балканите е относително спокойно, с изключение на няколко второстепенни хунски набега. Вълната на варварските нашествия залива Западната империя, но засяга сравнително слабо Източната.
През 421 – 422 г. империята води конфликт със сасанидските перси, породен от започналите гонения срещу християни в земите на Персия. Конфликтът приключва скоро, понеже в същото време хуните нахлуват в Тракия и заплашват Константинопол. Договорено прекратяване на военните действия в Месопотамия, статуквото отпреди войната е възстановено, а персийският владетел спира гонението на християни и получава символичен данък от Теодосий II. Хуните се оттеглят от Тракия, срещу условието също да получават годишен данък от източната империя. По-късно, през 441 г., избухва нов краткотраен сблъсък с персите в Месопотамия и Армения, който приключва след като Теодосий II подновява плащането на данък.
Константинополското правителство при Теодосий II поддържа стабилни отношения със Западната империя, въпреки че в последните години от управлението на Хонорий, те се обтягат поради издигането на Констанций III за съимператор на запад (421 г.). Междуособната война е избегната поради внезапната смърт на Констанций.
Кончината на бездетния Хонорий през 423 г. оставя Теодосий II като единствения легитимен владетел от династията, но той няма намерението да обедини Римската империя. В 425 г., след отстраняването на узурпатора Йоан на западния трон е поставен малолетният Валентиниан III, братовчед на Теодосий II. През 30-те години вандалите отнемат значителни римски територии в Северна Африка, като под властта им попада дори град Картаген, а съвместната експедиция на двете империи срещу завоевателите в Сицилия търпи провал (439/442 г.).

### Хунските набези
През 30-те и 40-те години на 5 век значим проблем представляват набезите на хуните на Балканския полуостров, особено след възкачването на Атила, който изнудва византийското правителство за да получава огромни контрибуции в злато срещу мир. През 439 г. годишният данък плащан на Атила е повишен двойно – от 350 на 770 римски фунта злато, а след превземането на Ниш през 443 г. е удвоен до 1400. Въпреки това Дунавските провинции на Мизия неколкократно са опустошавани от хунските орди (441 – 3 и 447 г.) и остават почти обезлюдени. Евакуиран е Сингидунум, сред разрушените градове е и Сердика.
Успехите на хуните са улеснени от серията земетресения през 445 – 6 г., които повреждат част от крепостните стени. Те биват последвани от епидемии, глад и размирици в Константинопол. Императора се съгласява да плаща по 2100 римски паунда злато годишно (ок. 687 кг.) в замяна на примирие. След поражението на римско-готската армия при Утус (447 г.) Атила достига чак до Термопилите в Централна Гърция, като изисква утрояване на годишния данък (6000 паунда злато), но правителството на Теодосий II отказва да приеме тези условия. Хуните не са в състояние да превземат внушителните Теодосиеви стени, обграждащи Константинопол, и след като опустошават отново Тракия, се оттеглят. Империята сключва мир през 448 г., с който признава загубата на Мизия и подновява плащането на годишен данък. През 449 г. византийски агенти правят неуспешен опит за покушение срещу Атила, който след това решава за по-обещаващо да насочи експанзията си срещу по-слабата Западна империя.

### Религиозна политика
Под влиянието на сестра си Пулхерия, Теодосий II е убеден последовател на ортодоксалното (никейско) християнство. През 431 година е свикан Третия вселенски събор в Ефес, т.нар Ефески събор, който обявява учението на проповедника Несторий за ерес (т.нар. несторианство). Въпреки това в 449 г. император Теодосий II свиква втори контра-събор в Ефес (Втори Ефески или т.нар. „разбойнически синод“, по-късно обявен за незаконен), на който е оправдано монофизитството и са взети решения в подкрепа на константинополския духовник Евтихий, проповядващ нова ерес – евтихианството. След смъртта на Теодосий, в следващата година, е свикан нов събор в Халкедон (451 г.) на който учението на Евтихий и другите неортодоксални течения са отречени.
На 28 юли 450 г. Теодосий II умира от счупване на врата след като пада от коня си в околностите на Константинопол. Тъй като няма преки наследници на трона, Пулхерия, сестрата на императора, избира военачалника Маркиан за император, с подкрепата на magister militum Аспар.